# 花唐松草
花唐松草（学名：Thalictrum filamentosum）为毛茛科唐松草属下的一个种。

## 扩展阅读
- 維基物種上的相關：花唐松草